# Der General und das Gold

Der General und das Gold
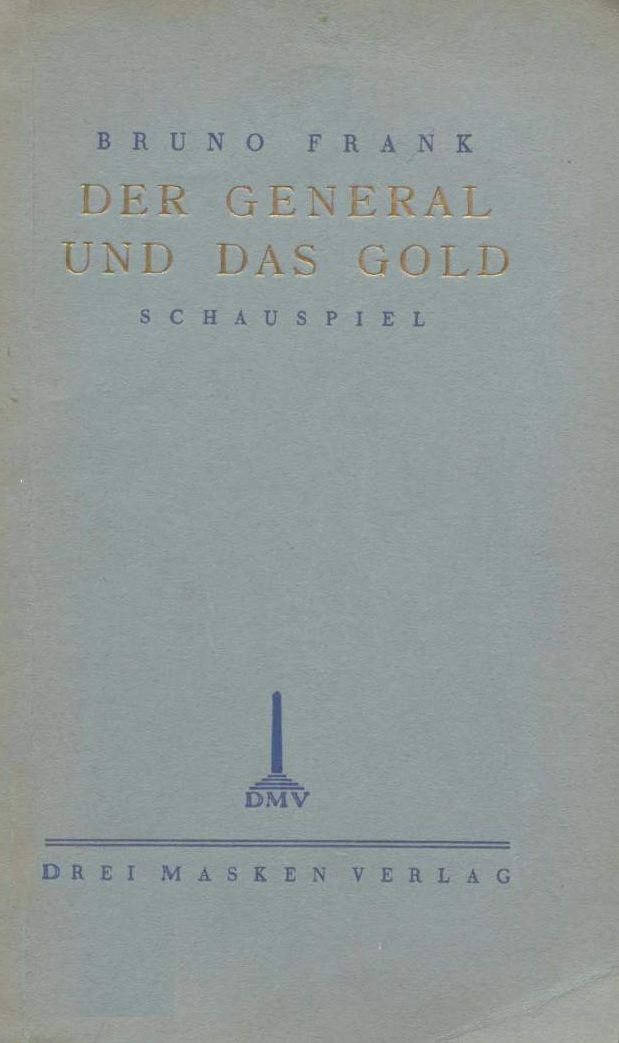

| Weitere Personen |
| --- |
| - Stokes, Advokat - Stone, Advokat - Settleton, Advokat - Ein Vater aus der Provinz - Eine Mutter aus der Provinz - Ihr kleiner Junge - Ein Jäger - Ein junger Mann - Ein zweiter junger Mann - Ein Spieler - Ein zweiter Spieler - Ein Trinker - Ein zweiter Trinker - Ein Würfler - Ein zweiter Würfler - Ein Bureaudiener - Ein Konstabler - Der Neger Jim - Senatoren - Stadträte - Bürger - Musikanten - Junge Damen - Soldaten - Polizisten - Weiße und farbige Diener |

Der General und das Gold. Schauspiel in einem Prolog und acht Bildern aus dem Jahr 1932 ist ein Bühnenstück von Bruno Frank. Die Uraufführung fand am 5. Oktober 1932 im Schauspielhaus München statt. Das Stück wurde in Deutschland und in London zu einem großen Publikumserfolg. Es war das letzte Bühnenstück, das Bruno Frank vor seiner Emigration aus Deutschland schrieb. Die Druckausgabe des Stücks erschien 1932 im Drei Masken-Verlag in Berlin.

## Übersicht

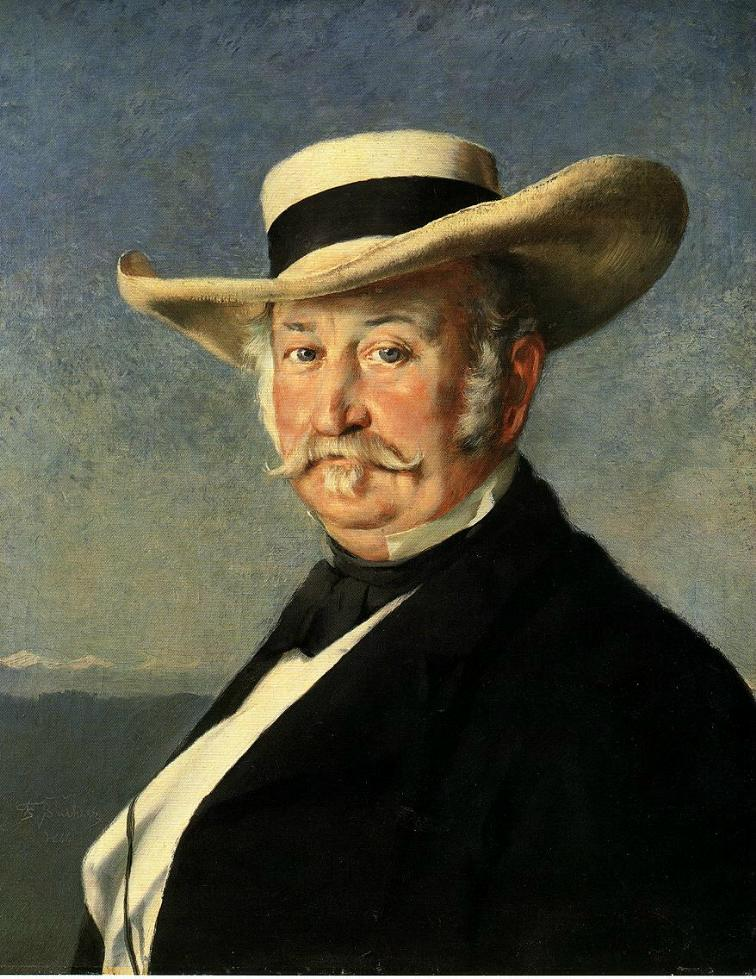
Johann August Sutter.

Das Schauspiel schildert das Leben des Schweizer Auswanderers Johann August Sutter zwischen der Landnahme in Nordkalifornien 1839 und seinem Tod 1880 in Washington, die Geschichte eines Mannes zwischen „Michael Kohlhaas und Don Quijote“. Sutter schuf sich in Kalifornien ein blühendes Reich mit riesigen Ländereien und landwirtschaftlichen Betrieben. In Folge des großen Runs auf das kalifornische Gold wurde Sutters Besitz zerstört. In jahrzehntelangen, endlosen Prozessen klagte er auf Schadenersatz, bevor er am Ende seines Lebens dem Wahnsinn verfiel.

## Handlung

### Prolog
Zusammen mit seinem treuen Freund Rüttimann „zottelt“ Sutter drei Jahre um die Erde, bevor sie 1838 in Nordkalifornien Fuß fassen. Prophetisch verkündet er seinem Freund: „Hier ist das Paradies. Kalifornien! Kalifornien!“ Aus Hawai hat Sutter Gloria, eine Eingeborene mitgebracht, die er zur Frau nimmt, aber nicht heiratet.

### Erstes Bild
Ein paar Jahre später hat Sutter ein Reich mit blühenden Landschaften aufgebaut, das er Neu-Helvetien nennt. Der mexikanische Gouverneur besucht Sutter und verleiht ihm das Land als Schenkung des spanischen Königs. Rüttiman kehrt überstürzt von der Sägemühle in Coloma zurück, wo er drei Goldklumpen gefunden hat. Sutter will von dem Gold nichts wissen: „Der Höllendreck bleibt im Boden.“. Er befiehlt Rüttimann, Schweigen zu bewahren, und setzt ihm auseinander, warum er mit dem Gold nichts zu tun haben will: „Schau, Uli, was wir geschafft haben im Land . . . alles reift und wächst auf und gedeiht, und tausend Menschen leben von uns, und unser Ueberfluß aus einer gnädigen Erde geht hinaus in die Welt und macht Menschen satt. Aber Gold macht gar keinen satt. Gold ist nichts zum Essen und Leben und Fröhlichsein – Gold ist ein Popanz, den sich die Menschen gemacht haben – ein angenommenes Ding, und bloß im Hirn des Menschen zu Hause.“

### Zweites Bild
Gloria, die Zeuge des Gesprächs zwischen Sutter und Rüttiman war, posaunt das Geheimnis aus und verlässt Sutter. Fast alle Arbeiter laufen ihm davon: vom Goldrausch getrieben, hetzen sie dem Glück hinterher. Sutters Betriebe, seine Äcker und sein Vieh verkommen. Der erwartete Soldatentrupp, der die Goldgräber zur Räson bringen soll, kommt nicht, die Soldaten sind desertiert, auch sie sind dem Goldrausch erlegen.

### Drittes Bild
Gloria betreibt zusammen mit Pedro Torres das Spielhaus zur „Polka“ in San Franzisko, ein Lokal mit Ausschank, Spieltischen und einem Wiegetisch, an dem sie die Funde der Goldgräber persönlich in Bargeld ummünzt. Viele von ihnen sind dem Trunk und der Spielleidenschaft verfallen, und das Lokal ist eine echte „Goldgrube“. Einer der Gäste verkündet, dass Sutter morgen nach San Franzisko fährt und zum General ernannt wird. Gloria wird diese Gelegenheit ausnutzen, um zusammen mit Torres dem Haus von Sutter einen „Besuch“ abzustatten.

### Viertes Bild
Sutter reitet in einem Triumphzug zum Rathaus von San Franzisko. Vor Beginn des Festes steckt der Sekretär dem Bürgermeister die Nachricht, dass Sutters Besitzungen überfallen und verwüstet wurden. Senator Moore hält die Festrede und ernennt Sutter, der noch nichts von seinem Unglück weiß, im Namen des Präsidenten zum General. Sutter hält nun seinerseits eine Rede und rechnet gnadenlos ab mit allen, die ihn um sein Land gebracht haben: „Ich klage an euch Einwanderer alle, die ihr gekommen seid, mich zu bestehlen. Ich klage an die Behörden, die mich nicht schützen wollen in meinem Recht. Ich klage an den Kongreß dieser Staaten, der Gemeinschaft hält mit Mördern und Dieben – ich klage an ...“ Es erhebt sich ein ungeheurer Tumult, die Kapelle intoniert „mit ungeheurem Dröhnen“ die Nationalhymne, und Sutters weitere Rede verhallt im Nichts.

### Fünftes Bild
Als Sutter von dem Überfall auf Neu-Helvetien erfährt, eilt er sofort zurück. Gloria hat den Überfall veranstaltet und die Urkunde gestohlen, die ihn als rechtmäßigen Besitzer von Neu-Helvetien ausweist. Auf dem Rückweg nach Washington stattet Senator Moore Sutter noch einen Besuch ab. Mit seiner Rede habe Sutter die ganze Bevölkerung gegen sich aufgebracht, er sei „aus dem geehrtesten und gefeiertsten Mann dieses Staates der bestgehaßte“ geworden. Das Militär habe die aufflackernden Unruhen niederschlagen müssen. Er, Senator Moore, habe mit Washington telegraphiert, und der Kongress sei bereit, Sutter „für all Ihre angeblichen Ansprüche“ mit der Summe von einer Million Dollar zu entschädigen. Sutter jedoch lehnt entschieden ab: „Ich will kein Geld. ... Ich will mein Recht.“

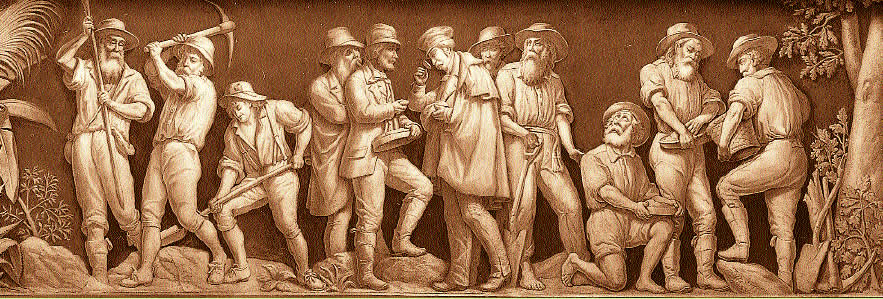
Goldfund bei Sutters Sägemühle 1849, Teil des Gemäldefrieses der amerikanischen Geschichte in der Rotunde des Kapitols in Washington, 1877.

### Sechstes Bild
Weißes Haus in Washington, Vorabend von Lincolns Ermordung. Abraham Lincoln liest in einem Buch des Philosophen Arthur Schopenhauer: „Ein glückliches Leben ist unmöglich. Das Höchste, was der Mensch erlangen kann, ist ein heroischer Lebenslauf ...“ Der Bürgerkrieg ist beendet und die Sklavenbefreiung auf den Weg gebracht, aber um welchen Preis! Lincoln bittet seinen Geheimschreiber Prescott, Sutter unverzüglich herein zu führen: „Lassen Sie ihn nicht warten! Er verbringt sein Leben mit Warten. Das muß entsetzlich sein.“ Im Gespräch glaubt Sutter Parallelen zu erkennen zwischen der Beharrlichkeit Lincolns, mit der dieser für die Sklavenbefreiung gekämpft hat, und seinem Prozess, den er seit 17 Jahren führt und in dem er das Eigentumsrecht an „seinem“ Boden (darunter San Franzisko) fordert, 17.000 Einzelpersonen verklagt und Hunderte von Millionen Schadenersatz verlangt. Lincoln erkennt die Aussichtslosigkeit von Sutters blindwütigen Versuchen, „sein“ Recht zu erlangen, und ermahnt ihn gütig: „Sie leben! So leben Sie denn wirklich! Stehen Sie ab! Man kämpft nicht gegen eine Welt.“ Sutter lässt erkennen, dass er keiner Einsicht fähig ist. Der Präsident wird ihm eine Pension zahlen lassen, „damit Sie kämpfen können“. Als Sutter Lincoln als den „glücklichsten Mann dieser Staaten“ bezeichnet, hält Lincoln dagegen: „600 000 Menschen sind gefallen in diesem Krieg. ... Was ich erreicht habe, bleibt ungewiß – man kann Gesetze ändern, aber das Menschenherz nicht.“ Und er reicht Sutter das Schopenhauer-Buch und „weist auf die angestrichene Stelle“.

### Siebtes Bild
Washington, Kanzlei der drei Advokaten, die Sutters aussichtslose Prozesse führen, aber nur, um ihm gnadenlos auch noch den letzten Groschen aus der Tasche zu ziehen. Der Bürodiener kündigt Sutters Besuch an: „Der alte Narr ist da.“ Der siebzigjährige Sutter kommt zusammen mit seinem alten Freund Rüttimann. Die Advokaten mimen Interesse bei dem Gespräch mit Sutter und scheuen sich nicht, noch mehr Geld aus ihm herauszupressen. Rüttimann fleht Sutter an: „Ach Hans, das hat doch alles keinen Wert mehr!“ Aber Sutter ist unerschütterlich. Gloria taucht auf mit der königlichen Schenkungsurkunde, die sie einstmals geraubt hat. Aber sie hat ihren Wert verloren, und Glorias letzter Versuch, durch Sutter an das große Geld zu kommen, scheitert.

### Achtes Bild
Sutter, „ein zerstörter Greis, nahe den Achtzig“, und Rüttimann steigen die Freitreppe des Kapitols in Washington hinauf. Der Kongress soll heute in Sutters Sache entscheiden. Der Aufstieg übersteigt Sutters Kraft, und er schickt Rüttimann vor. Sutter lässt sich auf den Stufen nieder, „im Begriff vor Schwäche einzunicken“. Die Vorbeikommenden missachten oder übersehen ihn. Zu einem kleinen Jungen sagt Sutter: „Berge von Geld bekomm’ ich. Mehr als ich will. Heut bekomm’ ich’s, mein Junge.“ Die Mutter des Jungen äußert pikiert: „Das ist doch seltsam, daß man hier die Wahnsinnigen vor dem Kapitol herumsitzen lässt.“ Zwei junge Männer treiben ihren Spott mit dem Alten, der auf ihre Anzüglichkeiten ernst und freundlich antwortet. Rüttimann kommt zu Sutter zurück und ruft aus: „Sie haben’s vertagt ... wieder vertagt ... nie wird’s entschieden.“ Aber der Leblose antwortet nicht mehr, diese letzte Crux bleibt ihm erspart.

## Hintergrund
Das Schicksal des Schweizer Auswanderers Johann August Sutter hatten vor Bruno Frank in den 1920er Jahren bereits andere Schriftsteller literarisch bearbeitet:
- Der Schweizer Schriftsteller Blaise Cendrars brachte 1925 eine Romanbiographie über Sutter heraus: „L’Or – La merveilleuse histoire du Général Johann August Suter“, deutsch: Gold. Die fabelhafte Geschichte des Generals Johann August Suter.

- Stefan Zweig veröffentlichte 1927 seine „Sternstunden der Menschheit“, eine Sammlung von zuletzt 14 historischen Miniaturen. Die Erzählung „Die Entdeckung Eldorados“ behandelte Aufstieg und Niedergang von Johann August Sutter.[5]

- Der Schweizer Dramatiker Cäsar von Arx widmete Sutter 1929 das Stück „Die Geschichte vom General Johann August Suter“.

Bruno Frank bemühte sich nicht um eine historisch getreue Darstellung Sutters. Im Vorsatz zur Druckausgabe bemerkt er: „Suter und die allgemeine Linie seines Schicksals sind historisch. Im übrigen sind fast alle Situationen und die meisten Figuren frei erfunden. Auch von einem Zusammentreffen zwischen Lincoln und Suter ist geschichtlich nichts bekannt. Die Festrede des Bürgermeisters hingegen ist wirklich gehalten worden.“
Anfang Juli 1932 schrieb er einem Freund: „Ich gehe übermorgen für einige Wochen aufs Land und hoffe dort mein Schauspiel abzuschließen. Es ist eine Sache, die mich ernstlich beschäftigt und passioniert, und es hat mir sehr gut getan, nach allerlei Zweck- und Nebenarbeiten (zu denen ich natürlich auch „Nina“ rechne) mich mal wieder in was Rechtes und Ganzes hineinzustürzen.“
Als Blaise Cendrars monierte, Bruno Frank habe den von ihm erfundenen Tod Sutters auf den Stufen des Kongresspalastes unzulässigerweise übernommen, wehrte er sich gegen den Plagiatsvorwurf, er habe lediglich aus der Encyclopaedia Americana, dem Brockhaus und den Quellen geschöpft. Als er das Stück konzipierte, habe er von Cendrars‘ Buch nichts gewusst, und auch die Sternstunden habe er erst 1934 kennengelernt.
Am Drehbuch zu der Hollywood-Verfilmung „Sutter‘s Gold“ war Bruno Frank neben Blaise Cendrars und anderen beteiligt. Der 1936 gedrehte Film wurde jedoch zum Misserfolg in den amerikanischen Kinos.

## Rezeption
- Tim Klein zur Münchener Uraufführung, 7. Oktober 1932:[9]

Frank gibt nun diesem abenteuerlichen Lebenslauf seine eigene seelische Ausdeutung dadurch, daß er Suter zu einem Feind und Verächter alles Goldes macht.
- Joseph Sprengler zur Münchener Uraufführung, Die Literatur, Band 35, Oktober 1932:[10]

Man kann jeden und jedes stürzen und ändern, nur eins nicht – und das ist wohl die bitterste Weisheit des Stücks – die schwachen Menschenherzen. Trotzdem kein Pessimismus. Wenn Bruno Frank etwas lehren wollte, dann ist es die Wirklichkeit. Sie einmal wirklich zu sehn und sich in ihr zu bescheiden, das sei der neue Typ freilich nicht mehr des Helden, immerhin des schlicht hinnehmenden, starken Menschen. So ist das Stück Franks zugleich ein politisches Stück, wie sein Schauspiel „Zwölftausend“ bereits staatspolitisch gewesen war. Es geht wider jene Romantiker, die da glauben, daß sich das Rad der Zeit nach ihrem Kopf zurückdrehn lasse. Es ist ein geschliffenes, intellektuelles Stück und hat daher wieder die Aphorismen und eine geistige Gegenüberstellung als Höhepunkt. Es hat allerdings auch den Fehler der Bewußtheit, daß es in den Mitteln zu wahllos bewußt ist, indem es die Wirkungen von allen Stilen nimmt, bald deutsch in den Charakteren, bald französisch im Rednerischen, bald Roman-Romantik, bald Milieu, und statt der Tragikomödie an sich auch einmal Szene der Posse.
- Werner Richter, Berliner Tageblatt, 8. Oktober 1932:[11]

Ist es ein antikapitalistisches, also sehr zeitgerechtes Stück? Nein, – denn es fehlt ihm jede Spur anklägerischer Schärfe. Sein Ton ist eher der klagender elegischer Feststellung, wie ihn das Volkslied manchmal hat.
- Alfred Möller zur Aufführung im Opernhaus Graz, Neue Freie Presse (Wien), 13. Januar 1933:[12]

Die letzten Bilder bringen schon darum wenig Ueberraschung, weil sie den Kampf des Geldes gegen das Recht zeigen, ein Kampf, bei dem die Frage: „Wer wird siegen“ bei einiger Geschichts- und Menschenkenntnis von vornherein entschieden und so leicht zu beantworten ist, daß keine aufregende Spannung entstehen kann.
- Herbert Günther: Drehbühne der Zeit. Freundschaften, Begegnungen, Schicksale, Seite 92:[13]

Die Situation spitzte sich zu. In einem Brief [Bruno Franks] vom 2. Juli 1932 heißt es: „... Ich gehe übermorgen für einige Wochen aufs Land und hoffe dort mein Schauspiel abzuschließen. Es ist eine Sache, die mich ernstlich beschäftigt und passioniert, und es hat mir sehr gut getan, nach allerlei Zweck- und Nebenarbeiten (zu denen ich natürlich auch „Nina“ rechne) mich mal wieder in was Rechtes und Ganzes hineinzustürzen. Ich glaube, daß Ihnen dies Schauspiel vom General Suter Vergnügen machen wird.“
Als ich ihm mehr als Vergnügen an diesem Schauspiel „Der General und das Gold“ bestätigte, kam postwendend die Antwort: „Ich danke Ihnen aufs Allerherzlichste für Ihre lieben Zeilen. Sie sind eine wirkliche Freude für mich gewesen. Sie sehen ja auch aus der Tatsache, daß ich gar nicht erst bis zur Drucklegung gewartet habe, wie begierig ich war, Ihnen dies jüngste Kind zu zeigen. Ich finde auch selber, daß es ganz lebenskräftig aussieht.“
- Bruno Franks Biograph Sascha Kirchner urteilte 2009 über das Stück:[14]

Sutter ist in der Aussichtslosigkeit seines Kampfes lächerlich, in seinem scheiternden Idealismus bestenfalls tragisch zu nennen. Im Zusammenhang von Bruno Franks Gesamtwerk gelesen, erinnert er zwar von ferne an Friedrich, doch läßt sich seinem Heroismus kein faßbares Resultat zuschreiben. Er dient keiner großen Idee, die im Dienst vieler Menschen stünde, sondern verfolgt auf verbohrte Weise sein Eigeninteresse. Sutter, obschon man Mitleid für ihn aufbringen kann, ist letztlich ein Reaktionär, der an Realitätsverlust leidet.

## Druckausgabe
- Der General und das Gold. Schauspiel in einem Prolog und acht Bildern. Berlin : Drei Masken, 1932, PDF.